# Congrier
Congrier – miejscowość i gmina we Francji, w regionie Kraj Loary, w departamencie Mayenne.
Według danych na rok 2010 gminę zamieszkiwały 924 osoby, a gęstość zaludnienia wynosiła 38 osób/km².